# ジョアン・セガーラ
ジョアン・セガーラ・イラチェタ（Joan Segarra Iracheta、1927年11月15日 - 2008年9月3日）は、スペイン・カタルーニャ州バルセロナ出身の元同国代表サッカー選手、元サッカー指導者。現役時代のポジションはDF。

## 経歴
1949年に地元のアマチュアクラブからFCバルセロナへ加入し、1950-51シーズンの9月24日、レアル・マドリードとのエル・クラシコにていきなり先発フル出場を果たすと、7-2での大勝に貢献し、華々しいデビューを飾った。その後は10シーズン近くバルセロナの左サイドバックのレギュラーとして活躍し続け、時にはキャプテンを務めながら公式戦通算405試合に出場した。
1951年6月17日、スイス代表との親善試合でスペイン代表デビュー。同代表では1951年から1962年にかけてプレーし、1962年には1962 FIFAワールドカップにも出場した。
1963-64シーズン終了後に現役を引退してからは指導者としてサッカーに携わり、バルセロナのBチーム監督やトップチームのアシスタントコーチを歴任した。

## タイトル

### クラブ
バルセロナ
- プリメーラ・ディビシオン : 4回 (1951-52, 1952-53, 1958-59, 1959-60)
- コパ・デル・レイ : 6回 (1950-51, 1951-52, 1952-53, 1956-57, 1958-59, 1962-63)
- インターシティーズ・フェアーズカップ : 2回 (1957-58, 1959-60)
- ラテン・カップ : 1回 (1951-52)
- コパ・エバ・ドゥアルテ : 2回 (1952-53, 1953-54)